# Вінницьке вище художнє професійно-технічне училище № 5
Вище художнє професійно-технічне училище № 5 м. Вінниця

## Віхи історії
Навчально-виховна діяльність училища починається з липня 1946 року, коли Вінницькою обласною Радою депутатів трудящих було прийняте рішення про створення школи фабрично-заводського навчання, в якій розпочати підготовку будівельників для відбудови промислових і громадських будівель та споруд після нацистсько-радянської війни.
У квітні 1956 року школа була реорганізована у Вінницьку будівельну школу № 1, а в серпні 1958 року — у Вінницьке будівельне училище № 1.
У жовтні 1962 року училище отримує статус міського професійно-технічного училища № 5.
У вересні 1981 року училище перейменоване у Вінницьке середнє професійно-технічне училище № 5, а в червні 1989 року — у професійно-технічне училище № 5.
За наказом Міністерства освіти України від 15.04.1993 року № 101 училище реорганізоване у вище професійне, а за наказом Міністерства освіти України від 04.02.1999 року № 27 — у Вище художнє професійно-технічне училище.

## Люди, що творять історію
Чорнобаєв Микола Іванович, народився 10.08.1942 року в м. Свердловську, Луганської обл. в сім'ї робітника. З 1949 по 1959 навчався в Свердловській середній школі № 3.
Після закінчення школи, в 1959 році вступив до Штеревського енергетичного технікуму, який закінчив у 1962 році за спеціальністю гірничого техніка-електрика. Трудову діяльність розпочав у 1961 році на шахтах Луганської обл.
- З 1962—1964 служба в Армії.
- В 1964 — вступив до Вінницького педінституту, який закінчив у 1968 році.
- З 1968 року працював: в Калинівській СШ вчителем фізичного виховання; в Вінницькому політехнічному технікумі — викладачем фізичної культури; в Вінницькому технічному училищі № 4 ГА — заступником директора.
- З 1978 року працював директором училища.

Одружений, має сина, доньку, онуків. Має нагороди: медаль Макаренка, знак «Відмінник народної освіти УРСР», Заслужений працівник освіти України.
Помер 28.10.2007 року
Бондарчук Л. Є. — викладач вищої категорії, старший викладач-методист, працює в училищі більше 25 років. Нагороджена нагрудним знаком «Відмінник освіти України». Очолює методичну роботу училища.
Павлик В. В. — майстер виробничого навчання, працює в училищі більше 30 років. Нагороджений орденом «Знак Пошани», медаллю «Відмінник народної освіти УРСР».
Білецька Н. Г. — викладач вищої категорії, вчитель-методист, працює в училищі більше 20 років. Творчо підходить до викладання української мови і літератури, на уроках здійснює проблемний підхід до вивчення художнього твору.
Черешнюк І. Г. — майстер виробничого навчання, нагороджений знаком «Відмінник народної освіти УРСР», працює в училищі понад 25 років.
Патик І. Г. — випускник училища, помічник директора по господарській частині, нагороджений знаком «Відмінник народної освіти УРСР», працює в училищі понад 25 років.
Гаврилюк М. П. — механік училища, працює в училищі більше 30 років.
- Матвєєв Анатолій Володимирович (1975—2016) — старший солдат Збройних сил України, учасник російсько-української війни.
- Чернецький В'ячеслав Йосипович (1994—2017) — матрос морської піхоти ВМС ЗС України, учасник російсько-української війни.

## Сьогодення
Училище має два навчальних корпуси загальною площею 9966 м². Навчальні корпуси розраховані на 800 учнів. Училище має типовий гуртожиток на 150 місць, актовий зал на 250 місць, конференц-зал на 111 місць, їдальню на 220 місць, буфет, 12 навчально-виробничих майстерень. В навчальному корпусі міститься 3 спортивних зали, оздоровчий пункт. Є стадіон.
Для кожної професії є необхідна навчально-матеріальна база. В училищі згідно з сучасними педагогічними і естетичними вимогами оформлено 24 кабінети, 3 лабораторії. Училище має комп'ютерний клас.
Всі навчально-виробничі майстерні, обладнані сучасним устаткуванням, забезпечені необ-хідними дидактичними матеріалами.
Училище має бібліотеку з читальним залом на 30 місць. Книжковий фонд становить 28444 примірників. Середньорічна видача літератури бібліотекою становить 21000 примірників.
Училище бере участь у державних проектах «Підпри-ємництво в освіті і навчанні», «Впровадження гнучких програм професійного навчання для безробітних», «Сприяння просвітницькій роботі щодо здорового способу життя „Рівний — рівному“ серед молоді».
Керівний та викладацький склад ВХПТУ № 5 за програмою проектів проходять навчання з міжнародними екс-пертами Європей-ського фонду освіти. Впроваджуються ін-терактивні методи навчання, проводять-ся тренінги (майстер-ні) з викладачами училища, відбуваєть-ся обмін досвідом з іншими навчальними закладами, що беруть участь в проектах.
Тісні партнерські зв'язки училище підтримує з багатьма будівельними організаціями міста зокрема: Вінницьке БМУ — 3, КБМП «БМУ-2».
В цих організаціях учні проходять виробничу практику, а після закінчення училища більшість випускників направляють-ся на роботу.

## Навчання
на базі 9 класів (термін навчання: 2 ступінь — 3 роки; 3 ступінь -1 рік)
1. столяр будівельний, виробник художніх виробів з дерева;
2. штукатур, лицювальник-плиточник;
3. маляр, штукатур, виробник художніх виробів з кераміки;
4. монтажник санітарно-технічних систем і устаткування, електрогазозварник;
5. муляр, електрогазозварник, виробник художніх виробів з металу;
6. художник розмалювання по дереву, виробник художніх виробів з кераміки, монтажник експозиції та художньо-оформлювальних робіт.

на базі 11 класів (термін навчання: 2 ступінь -1,5 року; 3 ступінь — 0,5 року)
1. муляр (4 розряду), електрогазозварник (3 розряду);
2. столяр будівельний (4 розряду), верстатник деревообробних верстатів (2 розряду);
3. маляр(4 розряду), штукатур (3 розряду);
4. штукатур(4 розряду), лицювальник-плиточник (3 розряду).

на базі 11 класів (термін навчання: 2 ступінь — 1 рік)
1. муляр (3 розряду), електрогазозварник (2 розряду) ;
2. столяр будівельний (3 розряду), верстатник деревообробних верстатів(2 розряду);
3. маляр(3 розряду), штукатур (2 розряду);
4. штукатур(3 розряду), лицювальник-плиточник (3 розряду).

Після успішного закінчення 2 ступені найкращі учні зараховуються на 3 ступінь і отримують диплом висококваліфікованого робітника 5 розряду (на період навчання надається відстрочка від призову до Збройних сил)
Зарахування на навчання здійснюється за результатами співбесіди. Навчання безкоштовне. Всі учні отримують стипендію. Період навчання в училищі зараховується до трудового стажу.
Поза конкурсом з будь-якої спеціальності зараховуються перших 15 претендентів.